# Robert d’Orléans, duc de Chartres

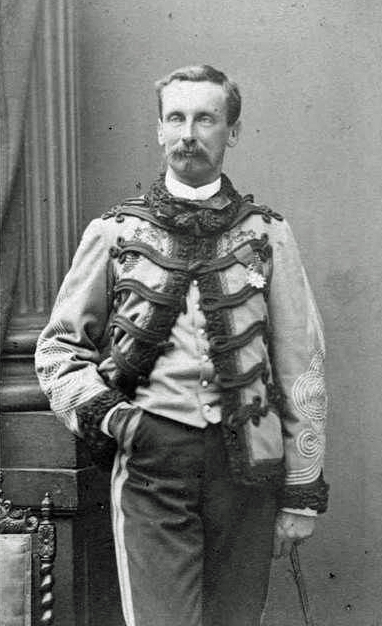
Robert d’Orléans, duc de Chartres

Robert Philippe Louis Eugène Ferdinand d’Orléans, Herzog von Chartres (* 9. November 1840 in Paris; † 5. Dezember 1910 in Château de Saint Firmin) war Sohn des Prinzen Ferdinand Philippe d’Orléans und Enkelsohn von König Ludwig Philipp. Er nahm auf Seiten der Nordstaaten am Amerikanischen Bürgerkrieg und 1870 am Deutsch-Französischen Krieg teil. 1863 heiratete er in Kingston-on-Thames seine Cousine Françoise d’Orléans (1844–1925), die Tochter von François d’Orléans.
Im Jahr 1886 wurde er verbannt.

## Nachkommen
Robert d’Orléans hatte mit seiner Ehefrau Françoise fünf Kinder:
- Marie (1865–1909); ⚭ 1885 Prinz Waldemar von Dänemark, Sohn von König Christian IX.
- Robert Louis Philippe Ferdinand François Marie (1866–1885)
- Henri Philippe Marie (Henri) (1867–1901)
- Marguerite Louise Marie Françoise (1869–1940); ⚭ 1896 Marie Armand Patrice MacMahon, Herzog von Magenta, Sohn von Patrice de Mac-Mahon
- Jean Pierre Clément Marie d’Orléans, duc de Guise (1874–1940)

## Werke
- Histoire de la guerre civile en Amérique – 7 Bände. Paris: 1874–87.